# Moran Creek
Moran Creek – potok na terenie Wyoming w Stanach Zjednoczonych. Wypływa z nienazwanego jeziora u podnóża góry Window Peak i uchodzi do zatoki Moran Bay w jeziorze Jackson Lake. Jego nazwa pochodzi od góry Mount Moran, u podnóża której przepływa. Ciek ma kilka bezimiennych dopływów. Przez większość swojej długości potok płynie przez Moran Canyon.